# Nåjdens sång
Nåjdens sång är en barnbok av Martin Widmark som utkom 2008. Boken är den fjärde i serien om David och Larissa. Den vänder sig till barn i åldern 9-14 år.

## Handling
David och Larissa åker upp till vildmarken i Lappland. Davids familj är oroad för en vän, Johan. Barnen upptäcker att Johan råkat illa ut på grund av ett gammalt brev från 1700-talet, som han äger. Brevet ger samerna äganderätt till ett område rikt på uran, som kärnkraftsindustrin vill använda.